# 10670 Seminozhenko
A 10670 Seminozhenko (ideiglenes jelöléssel 1977 PP1) a Naprendszer kisbolygóövében található aszteroida. Nyikolaj Sztyepanovics Csernih fedezte fel 1977. augusztus 14-én.